# Батайськ (летовище)
Батайськ — військовий аеродром у Ростовській області розташовано на південно-східній околиці однойменного міста у 12 км від Ростова-на-Дону.

## Історія
З середини 1940-х років на аеродромі базувалося військове льотне училище.
В кінці 1950-х років аеродром став використовуватися як базовий аеродром Єйського ВВАУП для підготовки курсантів 1 й 2 курсів. На початку 1960-х років на аеродромі стали базуватися літаки Л-29.
У середині 1980-х років на зміну літаків Л-29 надійшли літаки Л-39.
У зв'язку з розформуванням Єйського училища в 1993 році аеродром вийшов зі складу ЄВВАУП й базований тут 801-й навчальний авіаційний полк (801 УАП) було розформовано. У подальшому тут розташовувалися різні авіаційні частини забезпечення польотів.
У 2008-2011 роках на території аеродрому розглядалася як одна з трьох можливих майданчиків для перенесення міжнародного аеропорту Ростова-на-Дону (поряд із землями М'ясниковського району на північний схід від Чалтиря й Грушевського сільського поселення Аксайського району). Спочатку обласна влада вважала батайський майданчик найбільш привабливим, у зв'язку з чим землі аеродрому були викуплені адміністрацією Ростовської області у Міністерства Оборони РФ. Проте, після порівняння переваг та недоліків всіх трьох варіантів розміщення нового аеропорту остаточно перевагу було віддано земелям у станиці Грушевській. Владою області та муніципалітету допускається можливість використання в майбутньому аеродрому Батайськ як вантажного аеропорту та/або аеропорту ділової авіації.
До травня 2015 року аеродром був занедбаний, й використовувався місцевими жителями для автомобільних гонок по ЗПС.
У травні 2015 році за розпорядженням прем'єр-міністра Росії Дмитра Медведєва землі аеродрому передані держкорпорації "Ростех" для організації майданчики випробувань продукції компанії "Роствертол".

Згідно з реєстром у Батайську все ще базується військова частина 20728
22 грудня 2023 неподалік аеродрому було помічено БПЛА, ймовірно український . 